# Uri Nisan Gnessin
Uri Nissan Gnessin, né en 1879 et mort en 1913, est un écrivain et traducteur juif russe, considéré comme un des pionniers de la littérature hébraïque moderne. Il est le frère de Menahem Gnessin, cofondateur du théâtre Habima.

## Biographie
Uri Nissan Gnessin est né en 1879 à Starodoub dans le gouvernement de Tchernigov, de la Russie impériale dans une famille hassidique. Quand Gnessin a neuf ans, sa famille s'établit à Potchep, où son père occupe le poste de rabbin de la ville. Gnessin est un brillant élève, apprenant par lui-même le français, l'allemand, le russe et le latin, ainsi que la philosophie, l'histoire et d'autres disciplines non religieuses. À la yechiva de Potchep, il se lie d'amitié avec Yossef Haïm Brenner, et ensemble ils éditent un journal dans lequel Gnessin publie ses premiers poèmes et ses premières nouvelles. À l'âge de 14 ans, il est déjà correspondant du journal hébreu Ha-Melits pour Potchep. 
En 1900, Naḥum Sokolow invite Gnessin à Varsovie pour rejoindre le comité de rédaction du Tsefirah. L'année suivante, il travaille pour la maison d'édition Tushiyah, où il traduit une sélection de courtes nouvelles de Mordecai Spektor du yiddish en hébreu. Il traduit aussi plusieurs nouvelles de Hersh Dovid Nomberg qui seront publiées en 1901 dans Ha-Do. Pendant son séjour à Varsovie, il publie anonymement des poèmes, des articles et des traductions dans les revues Ha-Tsefirah, Ha-Shavu‘a, Ha-Dor et Sefer ha-shanah.
En 1900–1901, Gnessin écrit trois courtes nouvelles : Zhenyah, Ma‘aseh be-Otelo (Le cas Othello) et Shemu’el ben Shemu’el (Samuel fils de Samuel), qui sont publiées par Tushiyah en 1904 dans Tsilele ha-ḥayim (L'ombre de la vie). Chacune traite des relations érotiques entre hommes et femmes juifs qui ont quitté leur mode de vie traditionnel pour vivre une nouvelle liberté. Les femmes sont plus courageuses et plus sincères que les hommes, elles sont prêtes à des aventures sexuelles sérieuses ou frivoles, sans honte, alors que les hommes n'y arrivent pas si facilement. L'intérêt du jeune Gnessin pour l'appétit sexuel et la tendance humaine à l'auto-illusion, suit un chemin déjà tracé dans les nouvelles de Micha Josef Berdyczewski. Le traitement sans gêne de tels sujets, est peut-être inspiré par des nouvelles de Guy de Maupassant qu'il a traduites en hébreu.
À partir de 1903, Gnessin vit entre Potchep et Kiev, en donnant des leçons particulières. Ses tentatives de fonder une maison d'édition pour publier des traductions et des livres en hébreu à prix abordables échouent, et il a de plus en plus de difficultés pour gagner sa vie. C'est l'année où il écrit deux histoires dont les protagonistes sont des adolescents : Ba-Vet saba (Chez grand-père), une longue histoire que Haïm Nahman Bialik refuse de publier dans Ha-Shiloaḥ et qui va rester inédite, est un récit autobiographique sur la crise intérieure d'un garçon dont le grand-père est un rabbin hassidique réputé. Se‘udah mafseket (Le repas avant le jeune), publié en 1906 dans Sefer ha-shanah, décrit les relations entre un père traditionaliste et sa fille révolutionnaire et végétarienne. 
Entre 1905 et 1907, Gnessin vit à Kiev, Varsovie, Ekaterinoslav et Vilna. Dans cette dernière ville, il travaille pendant quelques mois au périodique Ha-Zeman. En 1906, il aide Brenner, qui à l'époque vit à Londres, à fonder la maison d'édition Nisyonot. Cet éditeur publie en 1906 la nouvelle de Gnessin Benotayim (Au milieu), ainsi que ses traductions de nouvelles de Tchekhov. En 1907, il se rend à Londres pour aider Brenner à lancer le périodique Ha-Me‘orer. Mais les deux écrivains se querellent et Gnessin part en Palestine. De Petah Tikva, il écrit à son père en février 1907 : 
« La Terre d'Israël n'est pas une fin en elle-même… L'âme juive se trouve dans la Diaspora et pas ici. Ici, il y a des Juifs qui portent de longs manteaux noirs et font pousser de longues barbes, et des Juifs qui portent des vêtements courts et rasent leur barbe. Leur dénominateur commune est qu'ils ne valent pas un sou. »
En 1908, Gnessin retourne à Potchep, où il va vivre jusqu'en 1912. Il meurt à Varsovie l'année suivante d'une crise cardiaque à l'âge de 34 ans. 
Entre 1905 et 1913, Gnessin écrit quatre longues nouvelles: Ha-Tsidah(De côté); Benotayim; Be-Terem (Avant) et Etsel (Chez), ainsi que deux courtes nouvelles: Ba-Ganim (dans les jardins) et Ketatah (Une querelle).

## Critique deBa-Ganim
Alors que Gnessin écrit ses nouvelles en hébreu, Ba-Ganim a été exceptionnellement écrite initialement en yiddish sous le titre Tsvishn gertner (Entre les jardins) avant d'être traduite par Gnessin lui-même en hébreu. Alors que la version en hébreu apparait en 1910 dans Sifrut, la version yiddish n'est parue qu'après la mort de Gnessin en 1913. 
Dans sa thèse de doctorat, Andrey Alexander Bredstein résume la nouvelle :
« Pendant deux jours, le personnage principal, Efroim, descend une rivière, parcourant les endroits familiers de sa jeunesse, quand il rencontre une vieille connaissance, un Juif de la campagne connu sous le sobriquet de Gros Nez, et sa fille débile Suli. Après une courte conversation, Efroim demande un verre de lait froid… Finalement, on lui donne le lait et il paye une grosse somme d'argent, puis quitte et au lieu de reprendre son bateau, Efroim décide de faire une sieste. Il grimpe en haut d'une colline voisine et trouve un endroit pour dormir…Il entend bientôt le rire de Suli. Efroim regarde en bas de la colline et voit Suli, assise dans l'herbe haute à peine vêtue. Quelques instants plus tard, il est le témoin d'une scène choquante: Gros Nez s'approche de Suli, la viole et puis la bat avec un fouet. »
Ba-Ganim est considéré comme une des meilleures nouvelles de Gnessin :
« Ba-Ganim est non seulement une des meilleures nouvelles de Gnessin, c'est aussi un texte qui traite quelques-uns des thèmes modernistes les plus communs, du désir mâle, de la sexualité et de l'identité. Dans cette nouvelle Efraim [le personnage principal] effectue un voyage d'auto-découverte. Il se rend dans les jardins, c'est-à-dire la nature elle-même, de façon à se reposer de sa vie dans la ville et de parvenir à une perspective différente de vie… Gnessin est parvenu à aborder un sujet romantique (ou néoromantique et naturaliste) important du retour à la nature et la recherche humaine perpétuelle de faire un avec la nature et avec une saine sexualité qui est intégrée dans la nature. »
Gnessin décrit Efraim comme un voyeur qui jouit de la vision de la scène de viol : 
« Son excitation voyeuriste érotique est à son comble, et son cœur commence à battre violemment. Comme l'acte sexuel qu'il est en train d'observer, ce qui lui arrive n'est pas décrit directement, mais par métonymie et synecdoque. Son plaisir sexuel onaniste et autoérotique est décrit par l'acte d'écraser une touffe d'herbe dans chaque main et de presser les brins ensemble de toutes ses forces. Avec le plaisir sexuel, tout arrive à une fin brusque et Efraim…est capable d'entendre et de voir les rustres silhouettes de Gros Nez et de Suli criant et se maudissant l'un l'autre. Cette fin décevante rappelle surement à Efraim que ce qu'il observe n'était ni plus ni moins qu'un acte sexuel brutal et incestueux.  »

## Influence de Gnessin
Le style de Gnessin a influencé tout une série d'écrivains de langue hébraïque comme David Vogel, Leah Goldberg, Samech Yizhar, Amalia Kahana-Carmon, et Aharon Appelfeld. 
Ses œuvres complètes sont publiées en 1914 à Varsovie et 3 volumes en 1946 à Tel Aviv et 2 en 1982. Ma‘aseh be-Otelo est traduit en yiddish en 1922, Ha-Tsidah en anglais en 1983 dans Eight Great Hebrew Short Novels et en espagnol en 1989 dans Ocho Obras Maestras de la Narrativa Hebrea, Etsel en français en 1989 -1991 et Ba-Ganin en russe en 1999.

## Œuvres traduites en anglais ou français
- (en) Beside and Other Stories, The Toby Press, 2005  (ISBN 1592640931 et 978-1592640935)
- Le marginal, Intertextes, 1989  (ISBN 2904593160 et 978-2904593161)